# بطة مطاطية (عسكرية)

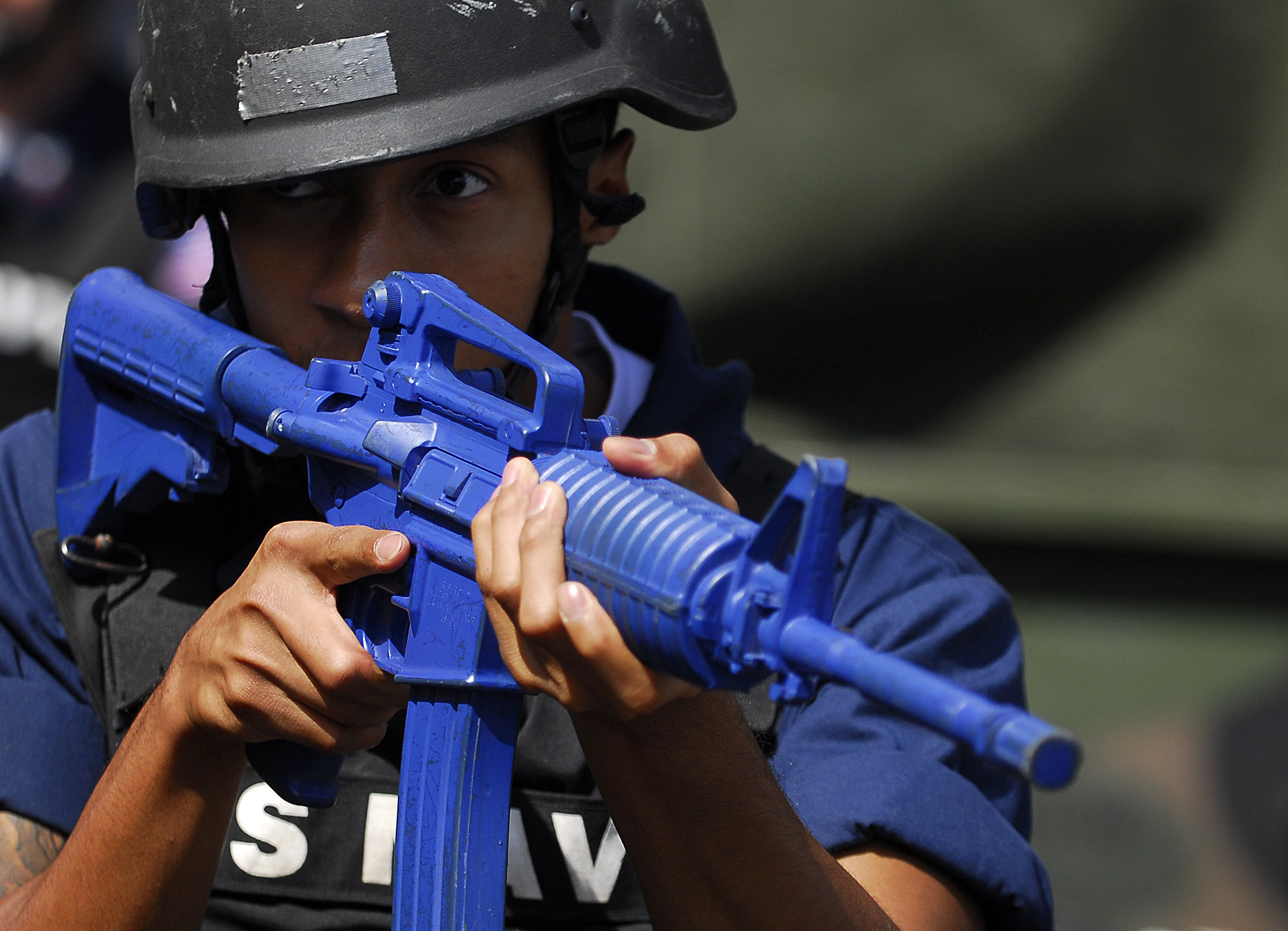
بحارة من البحرية الأمريكية يتدربون على بندقية إم 4 زرقاء

بحارة من البحرية الأمريكية يتدربون على بندقية إم 16 حمراء

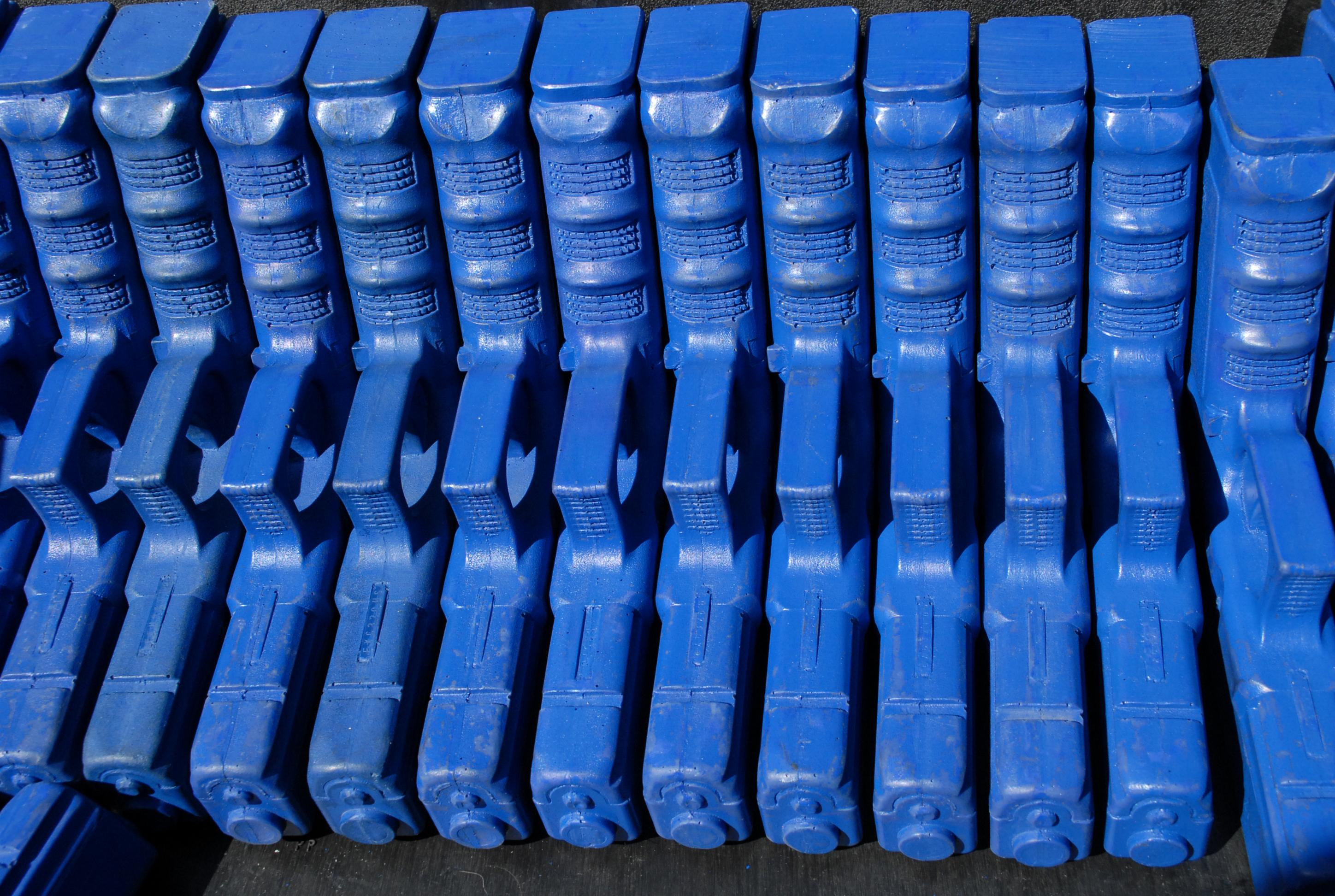
مسدسات غلوك للتدريب

في جيش الولايات المتحدة، البطة المطاطية أو "البندقية الزرقاء" أو "البندقية الحمراء" هي سلاح تدريب غير وظيفي مصنوع كليًا أو جزئيًا من المطاط أو البلاستيك. وهي عادة بنادق إم 16 وتستخدم بشكل شائع في التدريب الأساسي.  يتم إصدار بط مطاطي للمتدربين لإضافة الواقعية إلى التدريب دون المخاطر والصيانة الملازمة للأسلحة النارية الحقيقية.
على سبيل المثال، يتم توفير "البط البلاستيكي" أحيانًا للقوات العسكرية قبل أن يتم تدريبها بشكل صحيح على استخدام البنادق الفعلية، بهدف تعود القوات على الرعاية الأساسية والتعامل المسؤول مع السلاح. في بعض الأحيان، يُوزع البط البلاستيكي لتوفير الوقت، حيث يمكن أن يكون العناية الصحيحة على المدى الطويل بسلاح حقيقي مشتتة من التركيز الرئيسي للتدريب، مثل تدريب الرعاية التكتيكية للجرحى في المعركة أو التنقل البري. يُستخدم البط البلاستيكي أيضًا في الحالات التي تكون فيها هناك انقطاع بين السلامة في الميدان مقابل الثكنات. خلال تدريبات الشوكة البيونيت، يُفضل تجنب إطلاق السلاح ضد الخصم، في حين أنه في الميدان، يكون إطلاق السلاح خلال معركة بيونيت هو الهدف في كثير من الأحيان. وفي الممارسات الاحتفالية المختلفة التي تستخدم بندقية قابلة للإطلاق لن تكون لها أي فائدة.
يتم تصنيع بعض البط المطاطي عن طريق ملء وطلاء بندقية إم 16 الفعلية التي خرجت من الخدمة بالمطاط أو البلاستيك. يتم تصنيع بعضها أيضًا باستخدام أجزاء بندقية تم إيقاف تشغيلها، مع استخدام المطاط أو البلاستيك للأجزاء الأخرى. لا يزال البعض الآخر مصنوعًا بالكامل من المطاط أو البلاستيك الذي تم تشكيله ليشبه الشكل الدقيق للبندقية ووزنها.
يتم تخفيض استخدام البط البلاستيكي في بعض فروع القوات المسلحة، بخاصة في التدريب الأساسي لسلاح الجو. تم استبدالها ببنادق تدريبية نموذجية معدنية من نوع إم 16، بما في ذلك معظم الأجزاء الداخلية، ولكنها تفتقر إلى القدرة على إطلاق النار. تتيح هذه النماذج للجنود تعلم فك وتركيب بنادقهم في مراحل مبكرة جدًا من تدريبهم.